# Van Buren (відеогра)
Van Buren — скасована відеогра, яка розроблялася американською компанією Black Isle Studios до того, як збанкрутувала її материнська компанія Interplay Entertainment. Це призвело до того, що компанія закрила Black Isle, яка, в свою чергу, звільнила команду ПК-розробників 8 грудня 2003 року, фактично скасувавши гру. Van Buren це кодове ім'я, а сама гра повинна була стати Fallout 3.
До свого скасування Van Buren мала продовжити серію Fallout, але не була сиквелом Fallout 2. Офіційна Fallout 3, не пов'язана із закритим проектом Van Buren, була розроблена Bethesda Game Studios після того, як Interplay продала права на франшизу компанії Bethesda Softworks.
Декілька співробітників Black Isle заснували компанію Obsidian Entertainment, а багато тем, фракцій і персонажів Van Buren увійшли до гри Fallout: New Vegas від Obsidian, виданої Bethesda Softworks у 2010 році.

## Сетинг і персонажі
Дія гри Van Buren розгорталася на заході США, в штатах Колорадо, Аризона, Юта та Невада. Дія гри мала відбуватися у 2253 році, і гравець мав розпочати гру як в'язень-утікач; чи був персонаж несправедливо ув'язнений, чи винен, визначалося під час створення персонажа.
Гра починалася б у в'язниці, на яку напала неназвана сила. Вибух вибив би персонажа зі свідомості, а коли він прокидався, двері камери були б відчинені. Після цього гравець повинен був втекти в пустку, переслідуваний нападниками. Після втечі персонаж мав би змогу формувати долю пустки. Його взаємодія з такими організаціями, як Братство сталі та зростаюча Нова Каліфорнійська Республіка (обидві ці фракції беруть участь у тривалій війні одна з одною), може зміцнити або знищити організації, вплинути на людей, пов'язаних з ними, і врешті-решт вирішити долю регіону, як і в попередніх двох іграх серії Fallout.
Одним з найважливіших елементів сюжету та передісторії Ван Бюрена мала стати війна між Братством Сталі та Новою Каліфорнійською Республікою, що триває. Гравець міг би відвідувати різні визначні поселення та фортеці, контрольовані однією з фракцій, і його дії там впливали б на хід війни. Прикладом того, як взаємодія гравця могла б змінити хід конфлікту, може слугувати поселення, розташоване в районі дамби Гувера. Тут гравець міг обирати, чи допомагати поселенню та його мешканцям у виконанні безлічі завдань, що призвело б до того, що цей ізольований прикордонний форпост врешті-решт вирішив би долю війни. Кінцева сюжетна лінія гри була спланована таким чином, що події на початку гри були б частиною плану негідника, вченого з Нової Каліфорнійської Республіки, доктора Віктора Преспера, захопити контроль над американською орбітальною ядерною платформою під назвою «B.O.M.B.-001» і використати її для початку другого ядерного голокосту, очистивши світ від усіх, окрім обраних ним людей. Зрештою, гравець не зможе зупинити запуск усіх ракет, і його рішення про те, куди влучать ракети, зрештою, вирішить майбутнє світу. Гравець зможе відвідати такі місця, як дамба Гувера, Денвер, Меса-Верде та Гранд-Каньйон.

## Розробка
До розробки Van Buren, дві спроби створити нову гру Fallout були зупинені компанією Titus Software на користь інших ігор Interplay, зокрема, консольних. Коли Interplay втратила права на створення відеоігор Icewind Dale і Baldur's Gate для ПК, їхня гра Baldur's Gate III: The Black Hound, що розроблялася Black Isle Studios, була скасована. Після скасування Baldur's Gate III команда Black Isle Studio була негайно переведена на роботу над Fallout 3 під кодовою назвою Van Buren. У цей час команда Interplay працювала над Fallout: Brotherhood of Steel, команди провели одну спільну зустріч, щоб спланувати роботу над іграми. Коли багато найталановитіших розробників покинули Black Isle Studio, розробник Дем'єн Фолетто у відповідь заявив, що тільки довіра в команді і віра в те, що вони зможуть закінчити гру, змусила їх продовжити роботу. Гру було офіційно скасовано, коли Titus Software вирішила спробувати покращити консольний підрозділ Interplay. Це призвело до того, що майже завершену Fallout 3 було скасовано. Члени команди Black Isle були переведені на розробку Fallout: Brotherhood of Steel 2 або Baldur's Gate: Dark Alliance II, з яких вийшла лише остання.

## Спадщина

### Реакція на скасування розробки
GameSpot назвав скасування Van Buren «розбиттям серця», а Стів Паллі з вебсайту написав, що «фанати Fallout залишилися з відчуттям, ніби вони отримали дозу в 10 мільйонів рентген».

### Подальші розробки
Fallout 3 не наслідує сюжетну лінію скасованого проєкту, але під час інтерв'ю Авеллоне показав, що деякі аспекти з Van Buren з'являться у Fallout: New Vegas. Зокрема, згадується війна між Новою Каліфорнійською Республікою та Братством Сталі, компаньйон з Van Buren (Джошуа Грем) з'являється у сильно зміненому вигляді, як і антагоністична фракція, відома як Легіон Цезаря. Він розповів, що кодове ім'я Van Buren засноване на імені президента Мартіна Ван Бюрена. З локацій, які планувалися для Ван Бюрена, у Fallout: New Vegas з'явилася лише дамба Гувера, через зміну локації.
3 травня 2007 року технічне демо Van Buren просочилося в Інтернет.
Заявка на торгову марку «Van Buren» була подана 17 жовтня 2014 року компанією Roxy Friday LLC, пов'язаною з inXile Entertainment.